# 鵜飼哲矢
鵜飼 哲矢（うかい てつや、1966年 - ）は、日本の建築家。九州大学大学院芸術工学研究院環境設計学科・デザインストラテジー部門教授。

## 略歴
1966年、愛知県刈谷市に生まれる。刈谷市立刈谷南中学校を卒業後、1985年に愛知県立岡崎高等学校卒業。1990年に東京大学工学部建築学科を卒業後、丹下健三都市建築設計研究所に入社。お台場のフジテレビ本社設計や、Milan、Paris都市計画Projectを担当。1992年、同社退社後、鵜飼哲矢事務所を設立。1995年、東京大学建築学科大学院修士課程修了。1995から1997年にかけて、文化庁芸術家派遣在外研修員（英国/London）となる。1997年、Architectural school of Architectural Association を卒業したのち、2001年から2009年まで東京大学建築学科助手を経て助教を勤める。
2009年、九州大学大学院芸術工学研究院環境設計学科・デザインストラテジー部門の准教授に就任。
常識を疑い、新しい視点でコンセプトを切り拓くことを仕事とする建築家。全体を設計した愛知・刈谷ハイウェイオアシスで、全体計画の企画・設計などもてがけ、日本で２番目の売上を誇るサービスエリアにすることに成功。テーマパークなど、レジャー施設入場者数ランキング（2014年 総合ユニコム調査）にて東京ディスニーランド,USJについで3位。社会貢献活動として障がいのある人のアートを通じた自立支援「だんだんボックス」を発案。実行委員会として運営に携わる。

## 主な受賞歴等
- 2001年日本建築学会東海賞
- 2002年Good Design賞「オモテヤプラザ」
- 2004年第一回北京国際建築Biennare　HOT SPOT A2  招待出品
- 2005年日本建築士会連合会賞優秀賞「刈谷ハイウェイオアシス」
- 2006年第27回 INAX Design Contest、Exterior部門賞・水回り部門賞、日本建築家協会優秀建築選「刈谷Highway Oasis」
- 2007年Good Design賞「みなとBuilding」
- 2008年日本建築家協会優秀建築選　「Plastic Maniaの家」、日本建築家協会優秀建築選
- 「我輩の家」、愛知県知事賞、愛知すまいる住宅賞「３つの中庭の家」
- 2011年グッドデザイン賞
- 2014年グッドデザイン賞 ２部門
- 2016年愛知まちなみ建築賞
- 2015 刈谷銀座再開発プロポーザルコンペ　最優秀
- 2018 愛知県知事賞　あいち木づかい表彰 最優秀賞
- 2018 安城市南明治再開発プロポーザルコンペ　最優秀

ほか多数

## 建築作品
- 1993　IMAGINE　碧南 / 1994　 IMAGINE　港東通
- 1999　料理教室COOK
- 2000　see through house / F医院改修工事
- 2001　美容室 CLIPTON A.T. / 東京・虎ノ門レストランDISH66　表屋ビジネスプラザ
- 2002　I邸
- 2003　TAGUCHIメタルショップ / W邸 /　G-Corporation オフィス
- 2004　イームズコレクターの家　(SD Review鹿島賞)、第2東名高速道路 刈谷パーキングエリア及び刈谷ハイウェイオアシス、マスタープラン及びレストハウス、複合商業施設、公園休憩施設、トイレなどサービス施設 /K邸 / 美容室The POD /刈谷市中心市街地活性化基本構想アドバイザー/ 東陽町基本計画
- 2005　O邸 / I邸 / T内科クリニック改修工事 / 刈谷市民会館改修工事 / 東陽町「かたーら」/ プラスチックマニアの家 / ラバーズ・ハウス/ Y邸 / T邸 / S医院及びS邸改修/みなとビルヂング/ Wビル
- 2007　刈谷市児童遊園管理棟/岩ケ池公園公衆トイレ/N木型製作所/ K邸/S邸/S邸改修
- 2008　3つの中庭のある家/ M邸改修/刈谷ハイウェイオアシス管理棟/刈谷市駐輪場/ La Violletta
- 2009　刈谷市医師会館/あおば保育園/I邸/H邸/Y邸/S邸改修工事/S消化器内科
- 2010　刈谷ハイウェイオアシス コンビニエンス棟 /F医院改修、Villa GAZERY/FLATS GAZERY/N邸/Y邸
- 2011　 中国オルドス市都市計画、中国万通立体都市計画、中国オルドス市　オフィスビル、韓国現代グループ集合住宅コンサルタント（三菱総合研究所と共同）/三好ケ丘Hilltop PLACE/南麻布集合住宅/刈谷南中学校大規模改修工事/W新聞店/Y邸/N邸/TY邸、/Wマンション改修工事
- 2012 南麻布集合住宅 / H薬局/ M邸/ S医院改修 / Y邸 /I 邸
- 2013 S邸 /Tカントリークラブ　レストラン棟、トイレ棟 /YZ邸
- 2014 名駅南ランドビル / CHIP TOWER /刈谷ハイウェイオアシス厚生棟新築、セントラルプラザ改築 / N歯科医院 /かきつばた改修
- 2015 カガヤキスクエア / もっくる新城 / IEC横浜 / googoodiningビル / S邸 / 刈谷ハイウェイオアシス付属施設棟
- 2016 愛知東邦大学ラーニングハウス
- 2017 空のうさぎ保育園/MB岡崎/刈谷ハイウェイオアシス授乳室/O邸/S邸/清澄SOHO
- 2018 IEC北九州/K歯科医院/MB北大阪/FI邸/N邸